# Urteil des Paris (Mosaik)

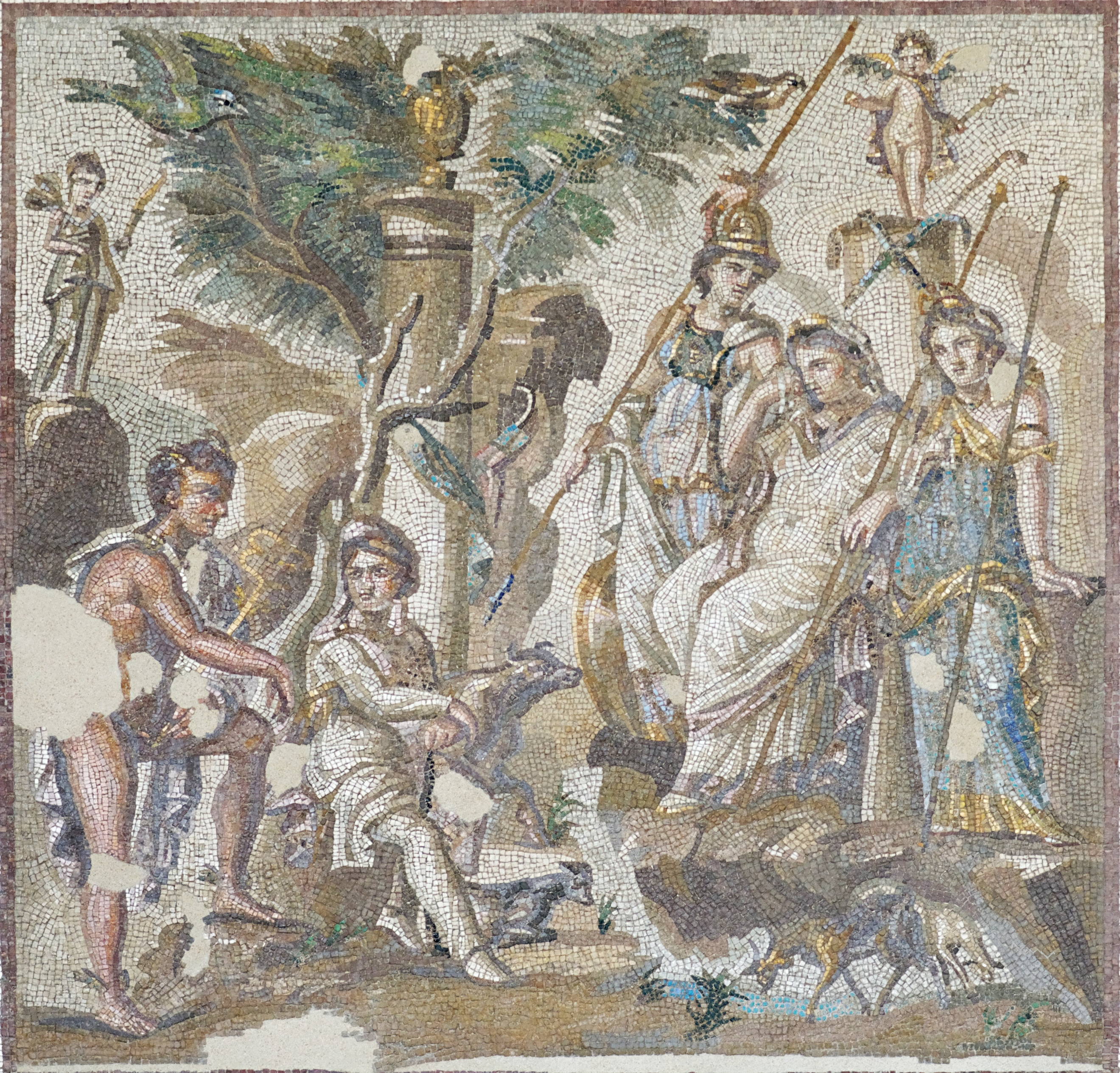
Das Bildfeld des Mosaiks

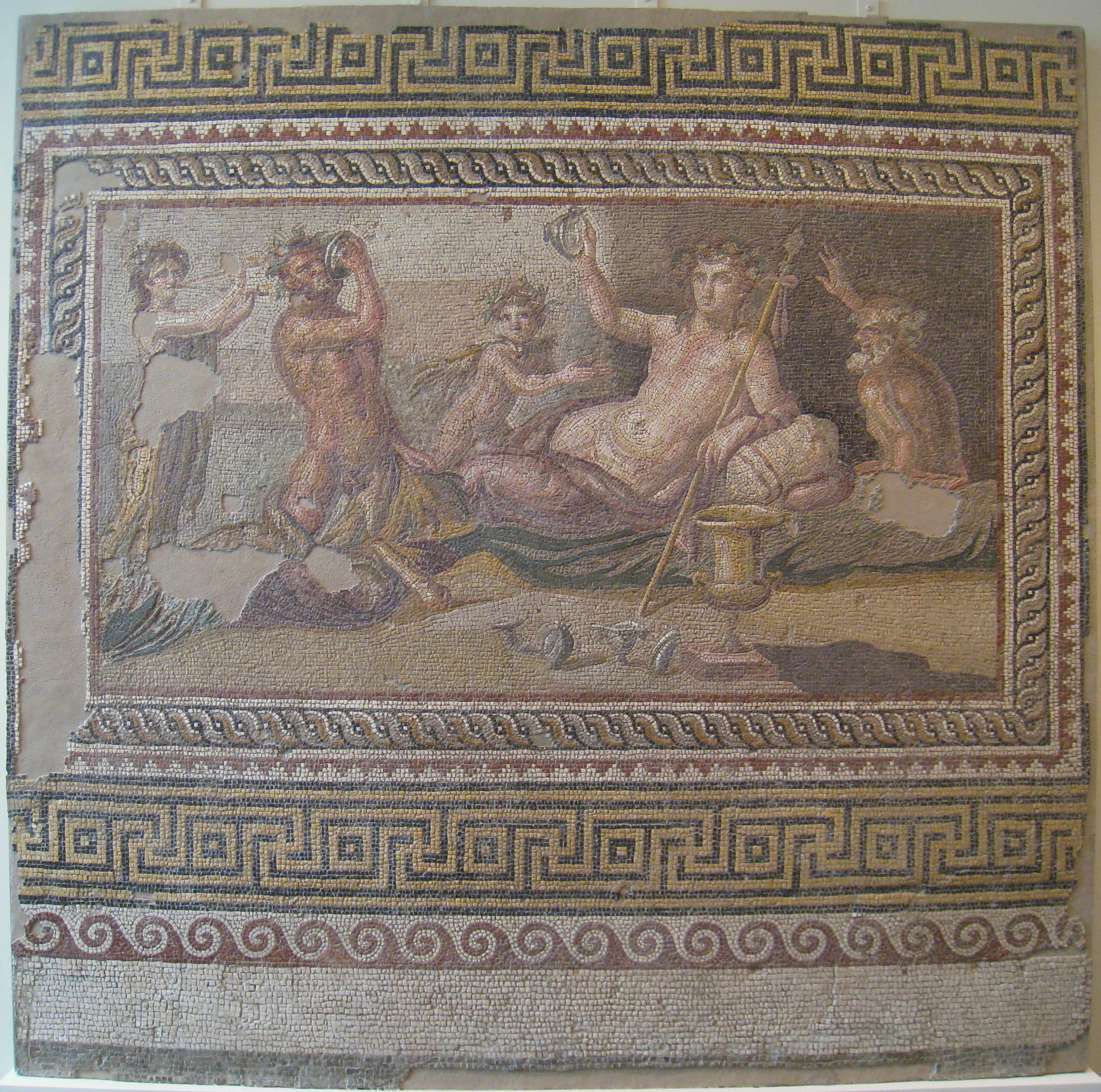
Trinkwettstreit des Herakles: anderes Bildfeld desselben Mosaikfußbodens, heute im Worcester Art Museum

Das Urteil des Paris ist das Motiv auf einem Mosaik, das in Antiochia am Orontes entdeckt wurde und zu den bedeutendsten Mosaiken aus der Stadt gehört. Es befindet sich heute im Louvre (Ma 3443) und ist 186 × 186 cm groß. In der Antike war es Teil eines großen Mosaikfußbodens mit fünf Bildfeldern. Die anderen Teile des Mosaiks sind in anderen Museen, vor allem in den USA ausgestellt. Das Mosaikfeld zeigt das Urteil des Paris, eine Episode, die zum Trojanischen Krieg führte. In der Mitte ist Paris sitzend dargestellt, der entscheiden soll, ob Athene, Hera oder Aphrodite die schönste Göttin sei. Die Gottheiten stehen rechts. Ganz links sieht man Hermes und über ihm eine Psyche. Das Bild wird durch ein reiches florales Muster, das Weinreben zeigt, gerahmt.
Doro Levi, der Bearbeiter des Mosaikbodens, sah in der Gestaltung einen gewissen impressionistischen Effekt, vor allem in dem Spiel von Licht und Schatten. Das Motiv des Urteil des Paris ist in der Tat von etwa sechs Beispielen in pompejanischer Wandmalerei bekannt, während es nur zwei weitere Beispiele auf Mosaiken gibt (Kos und Casariche in Spanien).
Das Mosaik befand sich in dem Esszimmer eines Atriumhauses in Antiochia. Insgesamt hatte das Mosaik, das einst 7,2 × 4,8 m groß war, fünf Bilderfelder. Das Urteil des Paris bildete das zentrale und größte Bildfeld. Die anderen Bildfelder stellen den Trinkwettstreit des Herakles (Worcester Art Museum 1933.36), Aphrodite und Adonis (The Art Museum, Princeton University 40.156), eine tanzende Mänade (Baltimore Museum of Art 33.51.1) und einen tanzenden Satyr (Baltimore Museum of Art 33.51.2) dar.
Das Mosaik wird auf den Beginn des zweiten Jahrhunderts n. Chr. datiert. Es weist heute einzelne Fehlstellen auf, vor allem am unteren Rand und bei der Figur des Hermes.